# Heinrich Brodbeck
Heinrich Brodbeck (* 18. September 1811 in Liestal; † 27. November 1886 ebenda) war ein Schweizer Politiker.

## Leben
Als Beruf erlernte Brodbeck Schreiner. Er war Gemeindepräsident sowie Bezirksgerichtspräsident von Liestal.
Politisch stand Brodbeck auf der Seite der Bewegungspartei. Beim Aufkommen der demokratischen Bewegung wurde er Parteigenosse von Christoph Rolle. Nach der Verfassungsrevision war er von 1863 bis 1866 Baselbieter Regierungsrat und gilt neben Rolle als der einzige der fünf Regierungsräte, welcher während dieser Jahre in der Verwaltungstätigkeit einigermassen den Überblick behielt. Ab 1866 amtierte Brodbeck als Statthalter des Bezirks Sissach.